# کرونوگراف

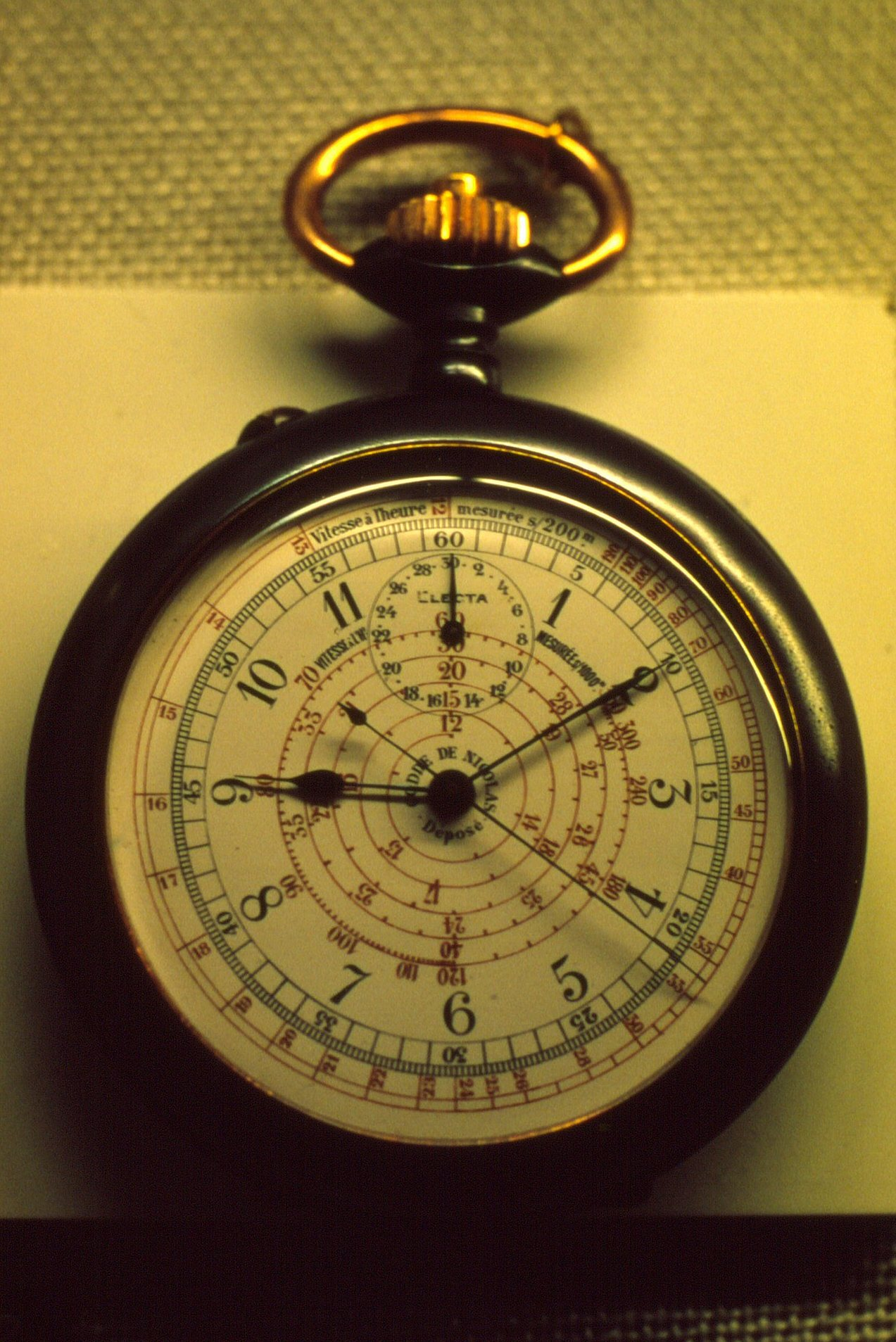
Electa Pocket Chronograph (ca. 1890s) manufactured by the Gallet Watch Company in La Chaux-de-Fonds, Switzerland.

کرونوگراف (انگلیسی: Chronograph)، نوع خاصی از ساعت است که به عنوان کرونومتر همراه با ساعت نمایشگر استفاده می‌شود. یک کرونوگراف اساسی دارای یک عقربهٔ دوم رفت و برگشت مستقل و یک دقیقه زیر شماره‌گیری است. با فشار متوالی بر روی تکمه می‌توان آن را شروع، متوقف و صفر کرد. کرونوگراف‌های پیچیده‌تر از قابلیت‌های عملکردی اضافی برخوردارند و می‌توانند چندین شمارش فرعی برای اندازه‌گیری ثانیه، دقیقه، ساعت و حتی دهم ثانیه داشته باشند. بعلاوه، بسیاری از …کرنوگراف‌های مدرن از حاشیه‌های متحرک به عنوان دور سنج برای محاسبه سریع سرعت یا مسافت استفاده می‌کنند. لوییس موینه کرونوگراف را در سال ۱۸۱۶ برای استفاده در ردیابی اجرام آسمانی نجومی اختراع کرد.همچنین از کرونوگراف‌ها در آتش توپخانه از اواسط تا اواخر دههٔ ۱۸۰۰ به صورت گسترده‌ای استفاده شد.
استفاده‌های مدرن‌تر از کرونوگراف شامل خلبانی هواپیما، اتومبیل‌رانی، غواصی و مانور زیر دریایی است.
از دههٔ ۱۹۸۰، اصطلاح کرونوگراف برای همهٔ ساعت‌های دیجیتالی که دارای عملکرد کرونومتر است نیز استفاده می‌شود.